# И-207
И-207 — советский поршневой истребитель, построенный в середине 1930-х годов по проекту авиаконструкторов Алексея Боровкова и Ильи Флорова.

## История создания
Начальник ВВС РККА Яков Алкснис предложил группе конструкторов авиационного завода № 21 построить истребитель в соответствии с требованиями ВВС. Предполагалось вести работу в соответствии с принятым в то время почти повсеместно подходом: в свободное время на общественных началах.

### 7211
Конструкторский коллектив сформировался в начале 1935 года. Боровков и Флоров стали основными генераторами идей. Самолёт должен был обладать достоинствами бипланов и монопланов. Для разрешения противоречивых требований было принято решение создать биплан со свободнонесущими крыльями, без стоек и расчалок. Был использован двухрядный 14-цилиндровый звездообразный двигатель воздушного охлаждения М-85 мощностью 800 л. с. на высоте 3850 м. Своим коротким толстым фюзеляжем самолёт напоминал И-16. Для улучшения обзора кабина пилота была сдвинута максимально назад. Крылья были металлическими с гладкой обшивкой. Крылья были выполнены в виде жёсткого кессона в носке крыла, образованного обшивкой, подкреплённой внутренним гофром. Такая конструкция крыла в СССР была использована впервые.
Центральная часть фюзеляжа, примыкавшая к двигателю, представляла собой сварную стальную ферму, прикрытую с боков съёмными крышками. Хвостовая часть фюзеляжа была исполнена как деревянный монокок. Шасси неубирающееся, колёса и стойки были закрыты обтекателями.
В начале 1936 года был создан полноразмерный макет самолёта, который был принят к производству. В документах он обозначался «самолёт 7211»: тип 7, завод № 21, 1-й экземпляр. Создатели называли свой самолёт «семёркой». Из-за постоянно растущего производства И-16 сроки изготовления «семёрки» затягивались. Он делался через голову начальников цехов, после работы и в выходные дни, по личной договорённости с мастерами.
В это время командование ВВС начало охладевать к бипланам и с его подачи было прекращено производство И-15. Такие тенденции могли привести к прекращению работы над «семёркой». Однако в боях в Испании И-15 себя хорошо зарекомендовал, что привело к возрождению интереса к бипланам. От Николая Поликарпова стали требовать немедленных улучшений И-15 для возобновления его производства. Вспомнили и о «семёрке», создателей которой начали торопить.
Первый полёт был выполнен 6 мая 1937 года лётчиком-испытателем Л. М. Максимовым. Испытания показали простоту взлёта и посадки, отличную устойчивость и управляемость во всём диапазоне скоростей, позволявшие пилотировать самолёт летчикам средней квалификации. По некоторым параметрам самолёт опережал И-15 и И-16. Но некоторые из заявленных характеристик не были выдержаны. Однако конструкторы считали, что при более качественном изготовлении планера и тщательно подобранном винте удастся достичь обещанных показателей. Самолётом заинтересовалось руководство ВВС. Было решено отправить истребитель на государственные испытания. Однако 22 июля 1937 года во время ознакомительного полёта самолёт разбился, лётчик-испытатель Эдгард Преман погиб. Причиной катастрофы стал засорившийся жиклёр карбюратора. Были арестованы директор завода Мирошников и главный конструктор моторного завода в Запорожье А. С. Назаров.
Николай Поликарпов, которому было поручено оценить потенциал самолёта, отозвался о нём критично, поставив под сомнение возможность достижения заявленных характеристик. Возможно, одной из причин такого отзыва было то, что принятие к производству «семёрки» могло затормозить постройку опытного самолёта «Иванов» самого Поликарпова и модифицированного И-16. Тем не менее, в сентябре 1937 года правительством было принято решение о выпуске войсковой серии истребителей 7211. Но указание странным образом не дошло до исполнителей, а в ноябре того же года был арестован главный инициатор постройки самолёта Яков Алкснис.

### И-207
Через восемь месяцев Боровкову и Флорову было предложено построить три улучшенных самолёта типа 7211. Предполагалось использовать более лёгкий двигатель М-62. Для ускорения работы создателям самолёта выделялся опытный цех завода № 21. Три экземпляра самолёта должны были быть готовы в сентябре, октябре и декабре 1938 года.
Летом 1938 года главным конструктором завода № 21 был назначен Михаил Пашинин. Он стал строить истребитель собственной конструкции. Боровкову и Флорову предложили перебраться на авиазавод № 207 в Долгопрудном, взяв с собой 12 сотрудников.
Завод № 207 был построен с итальянской помощью для строительства дирижаблей. На Долгопрудненском заводе в начале 1938 года прошла череда арестов, в том числе был арестован директор завода. Новый директор имел много своих забот, поэтому до апреля 1939 года работа по истребителю не велась. Лишь после свёртывания производства дирижаблей дело сдвинулось с мёртвой точки. Также оказали помощь визиты на завод поклонника самолёта Якова Смушкевича.
Модифицированный вариант получил название И-207 по номеру завода. Строились два экземпляра. Один был оснащён двигателем М-62 (И-207/1), второй — двигателем М-63 (И-207/2). От первоначального варианта они отличались более длинным фюзеляжем, неподвижным козырьком кабины пилота и рядом других изменений. Одним из главных достоинств самолёта авторы считали его технологичность и готовность к массовому производству.
И-207/1 совершил первый полёт 29 июня 1939 года. Испытывали самолёт лётчики Максимов и Стефановский. Вместо заявленной скорости 490 км/ч на нём удалось достичь только 437 км/ч на высоте 4750 м. Отмечалось, что преимуществ перед уже находящимся в производстве И-153 самолёт не имеет. В то же время указывались и положительные качества И-207. Поэтому предполагалось произвести небольшую серию, в ходе работы над которой надеялись уменьшить вес самолёта, установить убираемое шасси и увеличить максимальную скорость.
Тем временем было закончено создание И-207/2. Его испытания продолжались до 22 мая 1940 года. Однако, несмотря на более мощный мотор, этот экземпляр также не показал заявленных характеристик.

### И-207/3
Конструкторы сосредоточили свои усилия на изделии И-207/3. Самолёт был закончен в ноябре 1939 года. На нём было установлено убирающееся шасси. На испытаниях была достигнута максимальная скорость 486 км/ч на высоте 5000 м, время виража составило 17 с. Дополнительно улучшить характеристики могла установка более мощных моторов М-64 или М-65, которые позволили бы поднять скорость до 550 км/ч. Однако такие моторы так и не появились.

### И-207/4
Создатели стали работать над установкой редукторного двигателя М-63Р с удлинённым валом, который позволил бы улучшить аэродинамику носовой части. Самолёт получил обозначение «изделие 9», другие названия И-207/4 и И-209.
Разработка была закончена к маю 1940 года. Однако к тому времени самолёт был снят с плана опытных работ, финансирование было прекращено, рабочие переведены на другие участки, оснастка и часть оборудования оказалась на улице. После многочисленных обращений к руководству разрешение на постройку было получено. Возможной причиной такого решения является возникшая к тому времени необходимость в пикирующем бомбардировщике. Война с Финляндей 1939—1940 годов показала необходимость в самолётах, способных разрушать долговременные оборонительные сооружения. Попытки приспособить для этих целей ДБ-3 и СБ оказались неудачными.
Для решения этой проблемы Владимир Вахмистров предложил вооружить истребители И-16, подвешиваемые под бомбардировщик ТБ-3, бомбами ФАБ-250 и сбрасывать их с пикирования. Идея была поддержана руководством. Поскольку И-207 сам мог взлетать с полутонной груза, было предложено использовать его в качестве пикировщика. Испытания, проходившие в сентябре-октябре 1940 года, показали хорошие результаты. Однако из-за малой дальности полёта от реализации проекта отказались.
И-207/4 был построен весной 1941 года, совершил несколько вылетов, после которых интерес руководства к нему пропал окончательно.

### Дальнейшая судьба самолётов
Первые два экземпляра были переданы как натурные экспонаты в демонстрационный зал МАИ. Во время Великой Отечественной войны они были отправлены на переплавку. И-207/2 использовался для продувок в аэродинамической трубе ЦАГИ. И-207/3 какое-то время летал с аэродрома лётно-испытательного института в Раменском. Позже он испытывался с прямоточными реактивными двигателями Игоря Меркулова.

## Лётно-технические характеристики

И-207

Приведены характеристики модели И-207/3.
Источник данных: http://www.airwar.ru/enc/fww2/i207.html

Технические характеристики
- Экипаж: 1
- Длина: 6,34 м
- Размах крыла: 6,98 м
- Высота: 3,46 м
- Площадь крыла: 18 м²
- Масса пустого: 1521 кг
- Нормальная взлётная масса: 1879 кг
- Силовая установка: 1 × {{{тип двигателей}}} М-63
- Мощность двигателей: 1 × 1000 л. с.

Лётные характеристики
- Максимальная скорость: 486 км/ч
- Крейсерская скорость: 405 км/ч
- Практическая дальность: 640 км
- Практический потолок: 10 200 м
- Скороподъёмность: 1087 м/мин